# Szojuz TM–27
A Szojuz TM–27 a negyedik generációs Szojuz TM típusú orosz háromszemélyes űrhajó repülése volt 1998-ban a Mir űrállomáshoz. Csatlakozását követően a mentőűrhajó szerepét látta el. Ez volt a Mirhez küldött 35. személyzetes űrhajó.

## Küldetés
Feladata váltószemélyzet szállítása volt a Mir űrállomásra, a hosszú távú űrrepülés folytatásához.

## Jellemzői
Tervezte a (oroszul: Головное контрукторское бюро – ГКБ). Gyártotta a (oroszul: Закрытое акционерное общество). Üzemeltette az Orosz Űrügynökség.
1998. január 29-én a bajkonuri űrrepülőtér indítóállomásról egy Szojuz–U juttatta Föld körüli, közeli körpályára. Hasznos tömege 7150 kilogramm, teljes hossza 6,98 méter, maximális átmérője 2,72 méter. Január 29-én az űrállomást automatikus vezérléssel megközelítette, majd sikeresen csatlakozott az űrállomás Kvant moduljához.
A fő hangsúly a francia kutatási program segítésén volt. Az űrhajósok öt űrsétán (kutatás, szerelés) javították meg a Szpektr modul napelemtábláit, és felszerelték az új VDU tájoló rendszert. Az űrhajósok fogadták a teherűrhajókat (M–38, M–39), melyek anyagot szállítottak az életfeltételekhez, javításhoz, szereléshez, eszközök cseréjéhez. A keletkezett hulladékot folyamatosan bepakolták a teherűrhajókba. Muszabajev, Budarin és az STS–89-cel érkező amerikai Andy Thomas a Mir 25. személyzete. Eyharts 1998. február 19-én tért vissza a Szojuz TM–26-tal.
1998. augusztus 25-én hagyományos visszatéréssel, Zsezkazgan városától mintegy 40 kilométerre délkeletre ért Földet.

## Személyzet
(zárójelben az űrrepülések száma)

### Indításkor
- Talgat Muszabajev (2), parancsnok
- Nyikolaj Budarin (2), fedélzeti mérnök
- Léopold Eyharts (1), kutatóűrhajós – Franciaország

### Leszálláskor
- Talgat Amankeldiuli Muszabajev (2), parancsnok
- Nyikolaj Budarin (2), repülési mérnök
- Jurij Baturin (1), kutatóűrhajós